# Consell General dels Vosges
El Consell General dels Vosges és l'assemblea deliberant executiva del departament francès dels Vosges a la regió del Gran Est. La seva seu es troba a Épinal. Des de 1976, el president és Christian Poncelet (UMP)

## Antics presidents del Consell
- 1928-1931: Constant Verlot (GSR)
- 1931-1934: René Porterat (radical moderat)
- 1934-1937: Maurice Flayelle (DVD)
- 1937-1942: André Barbier (UR)
- 1945-1953: André Barbier (RI)
- 1953-1976: Jean Vilmain (CNIP)
- 1976-...: Christian Poncelet (UMP)

## Composició
El març de 2011 el Consell General de Vosges era constituït per 31 elegits pels 31 cantons dels Vosges.
| Partit                        | Sigles | Electes |
| ----------------------------- | ------ | ------- |
| Oposició (11 escons)          |        |         |
| Partit Socialista             | PS     | 10      |
| Divers gauche                 | DVG    | 1       |
| Majoria (20 escons)           |        |         |
| Unió pel Moviment Popular     | UMP    | 18      |
| Nou Centre                    | NC     | 1       |
| Divers Droite                 | DVD    | 1       |
| President del Consell General |        |         |
| Christian Poncelet (UMP)      |        |         |